# Lomatia fraxinifolia
Lomatia fraxinifolia är en tvåhjärtbladig växtart som beskrevs av F. Müll. och George Bentham. Lomatia fraxinifolia ingår i släktet Lomatia och familjen Proteaceae. Inga underarter finns listade i Catalogue of Life.